# Berberomeloe
Berberomeloe ist eine Gattung aus der Familie der Ölkäfer (Meloidae) mit westmediterraner Verbreitung, zu der zwei der größten Käfer Europas gezählt werden.

## Merkmale
Die Käfer werden 40 bis zu 70 Millimeter lang, wobei die Weibchen etwas größer als die Männchen werden. Wie auch bei den anderen Ölkäfern sind die Deckflügel der Tiere deutlich kürzer als der Hinterleib und klaffen am Ende stark auseinander.

### Arten
- Berberomeloe majalis: Unverwechselbar sind die orangeroten Streifen am verdickten Hinterleib. Die Verbreitung umfasst den westlichen Mittelmeerraum
- Berberomeloe insignis: Hat keine orangerote Streifen am Abdomen, dafür ist diese Art an den Schläfen rot gefärbt. Dieser Endemit Spaniens ist selten im Südwesten des Landes in Küstennähe anzutreffen.

## Lebensweise
Die Imagines ernähren sich von Pollen. Die Larven leben ausschließlich parasitisch, vor allem in den Nestern von solitären Wildbienen. Die Weibchen legen etwa 2000 bis 10.000 Eier ab, da die Verlustraten durch Fehlwirte und Fressfeinde sehr hoch sind.

## Entwicklung
Die Entwicklung der nach dem Schlupf ca. drei Millimeter langen Larven verläuft über eine Hypermetamorphose, die verschiedenen Larvenstadien sind also unterschiedlich gestaltet. Dabei ist das erste Stadium nicht wie bei Meloe als Dreiklauer (Triungulinus) ausgebildet. Dadurch können sie sich nicht an ein potentielles Wirtstier klammern, sondern müssen aktiv das Nest des Wirtes aufsuchen. Nachdem sie zunächst das Ei und danach das Nektar-Pollengemisch der Vorratskammer der Wirtslarve gefressen haben, verlassen sie das Nest. Sie häuten sich ein weiteres Mal und sind danach eher madenartig und kaum beweglich, mit zurückgebildeten Beinen.

## Systematik
Schon länger war klar, dass Berberomeloe nicht eng mit den bekannten Ölkäfern der Gattung Meloe verwandt sind, da sie nicht die für Meloe typische Triungulinus-Larve in der ersten larvalen Phase ausbilden. Traditionellerweise wurde Berberomeloe in die Tribus Lyttini innerhalb der Unterfamilie Meloinae eingeordnet. Neueste molekulare Untersuchungen haben aber ergeben, dass die Lyttini polyphyletisch sind.